# 威廉·M·格雷
威廉·M·“比爾”·格雷（英語：William Mason "Bill" Gray，1929年10月9日—2016年4月16日）是美國科羅拉多州立大學（Colorado State University，簡稱CSU）大氣科學系的名譽教授。他是用科學預測大西洋颶風季動態的一名傑出先驅，同時並使用自己獨創的颶風預測法來預測風季而聞名全球。

## 外部連結
- （英文）科羅拉多州立大學 教室簡介
- （英文）熱帶氣旋相關項目 （页面存档备份，存于）
- （英文）Discover.com 採訪格雷博士 （页面存档备份，存于）
- （英文）格雷博士探討颶風測報